# Maksim Chevtchenko
Pour les articles homonymes, voir Chevtchenko.
Maksim Chevtchenko  (russe : Максим Игоревич Шевченко; né le 27 mars 1980 au Kazakhstan), est un footballeur international kazakh, qui évoluait au poste d'attaquant.

## Biographie

### Carrière en club
Maksim Chevtchenko joue en Russie et au Kazakhstan. Il joue un total de 241 matchs en championnat, inscrivant 24 buts.
Il dispute deux matchs en Coupe de l'UEFA lors de l'année 2001 avec le club russe du Tchernomorets Novorossiisk.

### Carrière internationale
Il reçoit 11 sélections en équipe du Kazakhstan entre 2000 et 2005, inscrivant trois buts.
Il participe avec le Kazakhstan aux éliminatoires du mondial 2002 puis aux éliminatoires du mondial 2006.